# Принятый ферзевый гамбит
При́нятый фе́рзевый гамби́т— шахматный дебют, начинающийся ходами: 
 1. d2-d4 d7-d5 
 2. c2-c4 d5:c4.
Относится к закрытым началам.
Одна из наиболее популярных и актуальных систем ферзевого гамбита. Упомянут в Гёттингенской рукописи и в книге Дамиано, в анализах Р. Лопеса, А. Сальвио и Ф. Стаммы. Применялся в матчах Лабурдонне — Мак-Доннелл (1834), Стейниц — Цукерторт (1872), где Стейниц показал приемлемый метод игры за чёрных. Принятый ферзевый гамбит обогатили ценными идеями: А. Алехин, М. Ботвинник, В. Смыслов, Т. Петросян и другие.
В дебюте белые стремятся к созданию прочного пешечного центра с развитием инициативы на королевском фланге. Чёрные намерены оказать фигурное воздействие на центр белых, создавая в ряде вариантов острые тактические осложнения.
В современных турнирах встречаются гроссмейстерские поединки, где соперники ведут теоретический диспут вокруг пешки c4. При этом чёрным трудно вести защиту при постоянном пешечном напряжении в центре.

## Варианты

### Главная система: 3. Кg1-f3 Кg8-f6
- 4. Фd1-a4+ — мангеймский вариант.
- 4. Кb1-c3 a7-a6 5. e2-e4 — вариант Боголюбова.
- 4. e2-e3 — наиболее распространённое продолжение.
  - 4. …g7-g6 — вариант Смыслова.
  - 4. …Сc8-g4 — вариант Яновского — Ларсена.
  - 4. …Сc8-e6 — вариант Флора.
  - 4. …e7-e6
    - 5. Сf1:c4 c7-c5 — классический вариант.

### Системы с ранним ходом е2-е4
- 3. e2-e4 f7-f5 — вариант Шварца.
- 3. e2-e4 c7-c5 4. d4-d5 Кg8-f6 5. Кb1-c3 b7-b5 — вариант Линареса.

### Другие системы
- 3. Кg1-f3 b7-b5 — вариант Эриксона.
- 3. a7-a6 — см. система Алехина.